# Lettre de cachet
Lettre de cachet – w XVIII-wiecznej Francji – list opieczętowany, którym król francuski skazywał adresata listu bez sądu, np. na karę więzienia lub wygnania. Od listu można było się odwoływać, ale tylko do monarchy, ponieważ tylko on mógł cofnąć wydany przez siebie wyrok.
W praktyce wyrokom „liścików” najpowszechniej poddawani byli niesforni arystokraci, którzy nie przekroczyli formalnie prawa, ale z określonego powodu mogli być niewygodni politycznie lub obyczajowo dla monarchy. Praktyka lettres de cachet była jedną z przyczyn narastania niezadowolenia w społeczeństwie francuskim przed rewolucją francuską i traktowano ją jako wyraz jaskrawej niesprawiedliwości. Jedną z najbardziej znanych osób, osadzonych w więzieniu na podstawie lettre de cachet, był Donatien Alphonse François de Sade.